# Le Chat botté (film, 1903)
Pour les articles homonymes, voir Le Chat botté (homonymie).
Pour plus de détails, voir Fiche technique et Distribution.
Le Chat botté est un film muet français en noir et blanc réalisé par Ferdinand Zecca et Lucien Nonguet, sorti en 1903.
Il reprend l'histoire du chat botté. Le dernier des sept tableaux a été colorié au pochoir par l'atelier de Segundo de Chomón à Barcelone.

## Fiche technique
Source IMDb
- Réalisation : Lucien Nonguet et Ferdinand Zecca
- Scénariste : Charles Perrault (source)
- Format : Noir et blanc — 35 mm — 1,33:1 — Son mono — Muet
- Durée : 9 minutes
- Genre : Comédie, Fantasy, Conte
- Dates de sortie :
  - France : novembre 1903
  - États-Unis : 16 janvier 1904

## Distribution
Source IMDb
- Edmond Boutillon
- Bretteau